# Бомет
Бомет (англ. Bomet, суах. Bomet) - місто на південному заході Кенії, у провінції Рифт-Валлі. Адміністративний центр і найбільший населений пункт однойменного округу. Висота міста над рівнем моря становить 2114 м . Через місто проходить автомобільна дорога B3, що з'єднує Найробі з містом Кісії.
За даними переписом 1999 року населення міста становило 4426 осіб, а населення муніципалітету Бомет налічувало 42 024 осіб . Важливою галуззю економіки Бомету є сільське господарство, зокрема вирощування чаю. Чайні плантації розташовуються переважно в східній частині округу Бомет і примикають до лісу Мау. Фермери, які вирощують чай, продають його на чайні фабрики Капкорос і Тіргага, також розташовані в межах округу.
У Бометі розташовується госпіталь Тенвек. У місті народилися відомі спортсмени: Роберт Черуйот та Фейт Кіп'єгон.